# Признание США Иерусалима столицей Израиля
6 декабря 2017 года Соединённые Штаты Америки официально признали Иерусалим столицей Государства Израиль. Президент США Дональд Трамп, подписавший президентскую прокламацию, также распорядился о переносе из Тель-Авива в Иерусалим американской дипломатической миссии, которая в настоящее время является посольством Соединённых Штатов в Иерусалиме, созданным на территории бывшего Генерального консульства Соединённых Штатов в Иерусалиме. Премьер-министр Израиля Биньямин Нетаньяху приветствовал это решение и высоко оценил заявление администрации Трампа. 8 декабря госсекретарь США Рекс Тиллерсон пояснил, что заявление Трампа «не указывало на какой-либо окончательный статус Иерусалима» и «было совершенно ясно, что окончательный статус, включая границы, будет оставлен на усмотрение двух сторон для переговоров и принятия решения» в отношении влияния признания на израильско-палестинский мирный процесс.
Решение Трампа было отвергнуто подавляющим большинством мировых лидеров; Совет Безопасности ООН провёл экстренное заседание 7 декабря, на котором 14 из 15 членов осудили его, но предложение было отменено из-за права вето США. Великобритания, Франция, Япония, Италия и Швеция были среди стран, которые раскритиковали решение Трампа на встрече. Другие страны поддержали этот шаг; Гватемала подтвердила своё намерение осуществить последующее признание и перенести свою дипломатическую миссию в Иерусалим из Тель-Авива, а Чешская Республика, Гондурас, Парагвай и Румыния заявили, что они также рассматривают то же самое. Итальянский политик Федерика Могерини, будучи главой внешнеполитического ведомства Европейского союза (ЕС), заявила, что все государства-члены ЕС едины в вопросе Иерусалима — она подтвердила твёрдую позицию ЕС в отношении того, что Восточный Иерусалим является столицей независимого Палестинского государства. К концу 2022 года только Гватемала, Гондурас и Косово открыли дипломатические представительства в Израиле в Иерусалиме; Парагвай отменил перенос своего посольства в 2018 году из Тель-Авива в Иерусалим в течение нескольких месяцев, а министерство иностранных дел Гондураса заявило, что они также рассматривают возможность отмены своего решения.
Палестинская национальная администрация заявила, что признание и переселение лишают США права выступать посредником в мирных переговорах, в то время как ХАМАС призвал к началу новой интифады против Израиля после заявления Трампа. После заявления США палестинцы провели демонстрации по всему Западному берегу и сектору Газа, а также пропалестинские демонстрации прошли в различных странах по всему миру. К 25 декабря 2017 года палестинские боевики в секторе Газа выпустили почти 30 ракет по Израилю; хотя почти половина ракет упала в пределах самого сектора Газа, две из них нанесли незначительный материальный ущерб в Израиле, приземлившись недалеко от городов Ашкелон и Сдерот. По сообщениям, после нападений ХАМАС арестовал совершивших их боевиков в попытке предотвратить военный ответ Израиля, которого так и не произошло.
23 февраля 2018 года Государственный департамент США объявил, что новое американское посольство в Израиле откроется в мае того же года. Посольство было официально открыто в Иерусалиме 14 мая 2018 года, что совпало с 70-й годовщиной провозглашения независимости Израиля. На мероприятии присутствовали представители 32 стран, включая членов ЕС Австрию, Чешскую Республику и Румынию. Вдоль границы Газы и Израиля израильские военные ответили на массовый протест палестинцев слезоточивым газом и снайперским огнём, в результате чего погибли по меньшей мере 58 палестинцев, что является самым высоким числом погибших за один день со времён конфликта между Израилем и Газой в 2014 году. Израильское правительство заявило, что применение силы военными было вынужденной мерой в ответ на то, что протестующие бросали камни и взрывчатку в сторону израильтян. Чуть более года спустя, 25 марта 2019 года, администрация Трампа подписала ещё одну президентскую декларацию США о признании Голанских высот частью Израиля.

## Предыстория

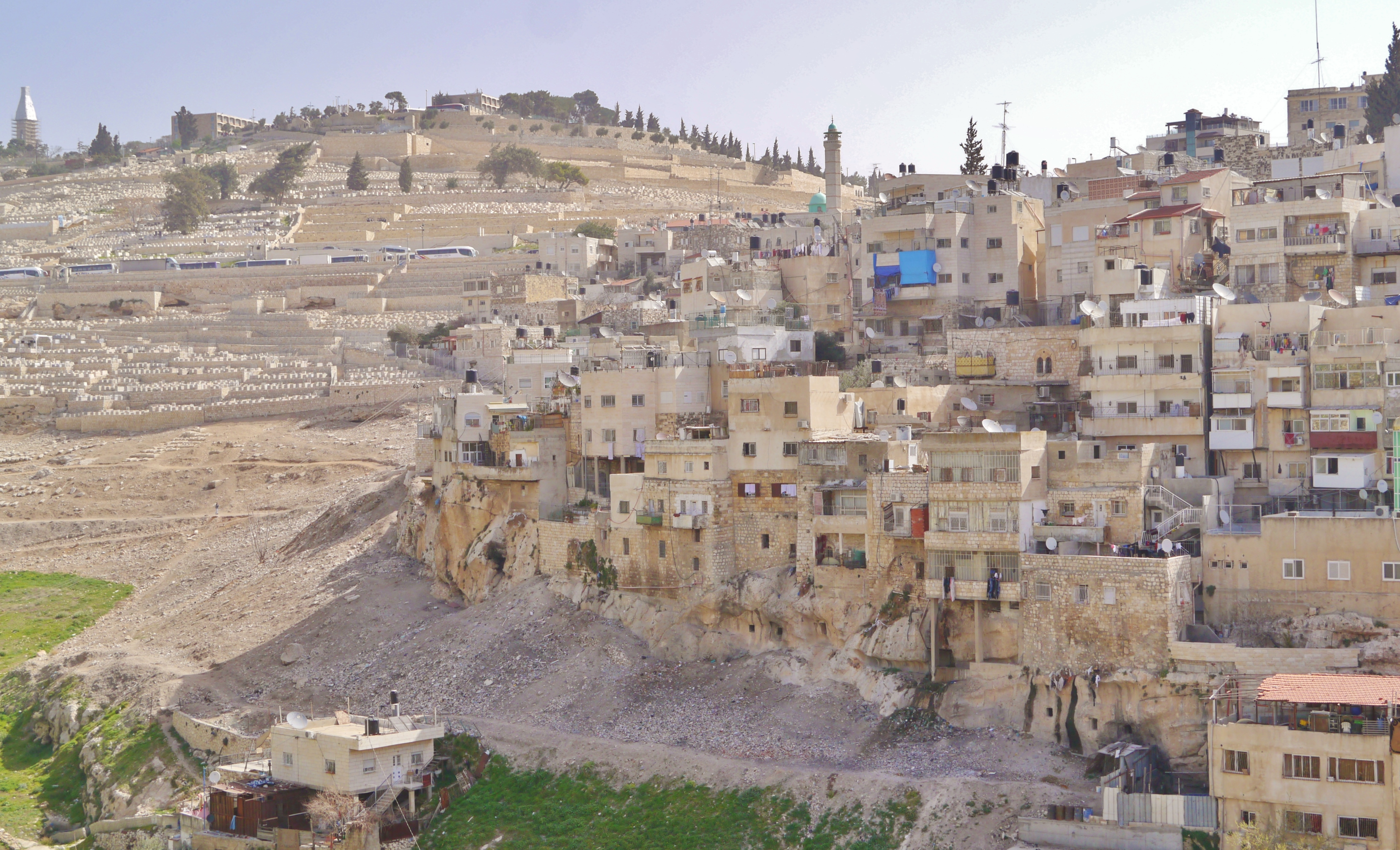
Израиль оккупировал Восточный Иерусалим во время шестидневной войны в 1967 году и официально аннексировал его в 1980 году (см. Закон об Иерусалиме)

После основания Государства Израиль в 1949 году Соединённые Штаты признали новое государство, но сочли желательным установить международный режим для Иерусалима, при этом его окончательный статус был определён путём переговоров. США выступили против провозглашения Израилем Иерусалима своей столицей в 1949 году и против плана Иордании сделать Иерусалим своей второй столицей, объявленного в 1950 году. США также выступили против аннексии Израилем Восточного Иерусалима после войны 1967 года. Официальная позиция Соединённых Штатов заключается в том, что будущее Иерусалима должно быть предметом урегулирования путем переговоров. Последующие администрации придерживались позиции, согласно которой будущее Иерусалима не должно быть предметом односторонних действий, которые могли бы нанести ущерб переговорам, таких как перенос посольства США из Тель-Авива в Иерусалим.
Во время президентских выборов 1992 года Билл Клинтон пообещал, что его администрация «поддержит Иерусалим как столицу Государства Израиль», и раскритиковал президента Джорджа Буша-старшего за то, что он «неоднократно оспаривал суверенитет Израиля над объединенным Иерусалимом». Однако после подписания соглашений в Осло в 1993 году администрация Клинтона не приступила к осуществлению своих планов, чтобы не мешать переговорам между Израилем и палестинцами.
В 1995 году Конгресс принял Закон о посольстве в Иерусалиме, в котором говорилось, что «Иерусалим должен быть признан столицей Государства Израиль». В законопроекте также говорилось, что американское посольство должно переехать в Иерусалим в течение пяти лет. Поддержка этого законодательства была расценена некоторыми как отражение внутренней политики Америки. Клинтон выступила против Закона о посольстве в Иерусалиме и каждые шесть месяцев подписывала отказ, откладывающий переезд.
Во время избирательной кампании 2000 года Джордж У. Буш раскритиковал Клинтона за то, что он не перенёс посольство, как обещал, и заявил, что планирует сам инициировать этот процесс, как только будет избран. Однако, вступив в должность, он отказался от своего обещания.
В 2008 году кандидат от Демократической партии Барак Обама назвал Иерусалим «столицей Израиля». 4 июня 2008 года Обама заявил Американо-израильскому комитету по связям с общественностью (AIPAC) в своей первой внешнеполитической речи после того, как накануне получил номинацию от Демократической партии, что «Иерусалим останется столицей Израиля, и он должен оставаться неделимым». Однако он почти сразу же пошёл на попятную, сказав: «Ну, очевидно, что стороны должны будут провести переговоры по целому ряду этих вопросов. И Иерусалим будет частью этих переговоров».
Во время президентских выборов в США в 2016 году одним из предвыборных обещаний Трампа было перенести посольство США в Израиле из Тель-Авива в Иерусалим, который он назвал «вечной столицей еврейского народа». 1 июня 2017 года Трамп подписал отказ от Закона о посольстве в Иерусалиме, отложив переезд посольства США в Иерусалим ещё на шесть месяцев, как это делали все президенты до него с 1995 года. Белый дом заявил, что это поможет им договориться о сделке между Израилем и Палестиной и что обещанный шаг будет сделан позже.

## Объявление
6 декабря 2017 года президент Трамп официально признал Иерусалим столицей Израиля и заявил, что американское посольство будет перенесено из Тель-Авива в Иерусалим. В своём заявлении Дональд Трамп не упомянул Восточный Иерусалим как столицу будущего палестинского государства, но он сказал, что признание Соединёнными Штатами не разрешило спор о границах Иерусалима. Президент Трамп недвусмысленно заявил о своей поддержке сохранения статус-кво святых мест в пределах Старого города. После этого заявления Трамп подписал отказ, отложив этот шаг как минимум ещё на шесть месяцев.
После заявления Трампа американские посольства в Турции, Иордании, Германии и Великобритании выпустили предупреждения о мерах безопасности для американцев, путешествующих или проживающих в этих странах. Соединённые Штаты также распространяют общее предупреждение для американцев за рубежом о возможности насильственных протестов. Американское консульство в Иерусалиме ограничило поездки государственных служащих в Старый город Иерусалима. Посольство США в Иордании запретило сотрудникам покидать столицу, а детям сотрудников посольства было приказано не ходить в школу дома.

### Замечания Госдепартамента
Госсекретарь Рекс Тиллерсон позже пояснил, что заявление президента «не указывало на какой-либо окончательный статус Иерусалима» и «было совершенно ясно, что окончательный статус, включая границы, будет оставлен на усмотрение двух сторон для переговоров и принятия решения». Представители Госдепартамента заявили 8 декабря, что не будет никаких немедленных практических изменений в том, как США относятся к Иерусалиму, включая их политику не указывать страну в паспортах граждан, родившихся в Иерусалиме.

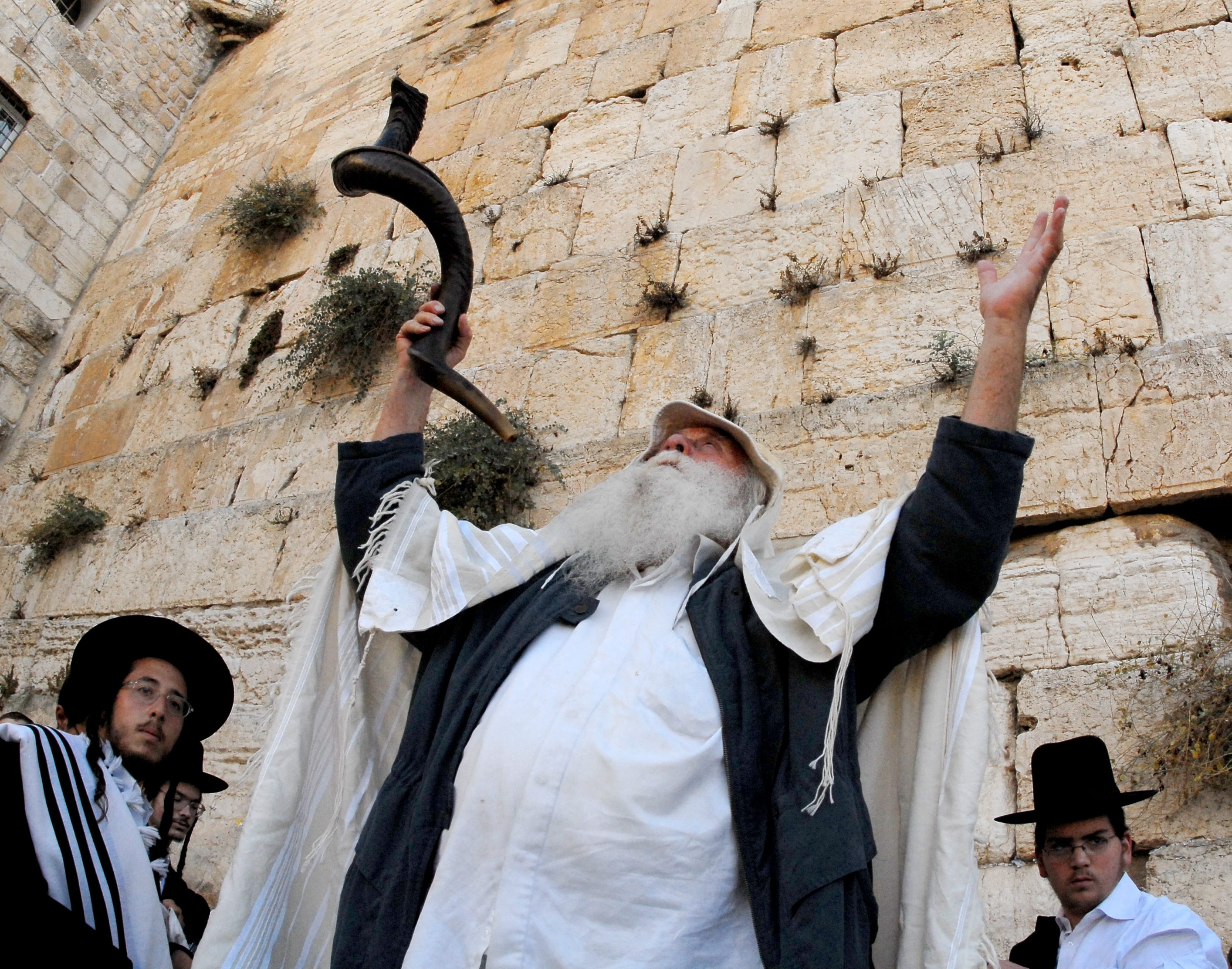
Израильские евреи молятся у Стены Плача

Когда его спросили, в какой стране находится Стена Плача, представитель Госдепартамента Хизер Науэрт сказала: «Мы не занимаем никакой позиции по общим границам. Мы признаём Иерусалим столицей Израиля».

### Внутренняя реакция Америки

#### Бывшие послы США в Израиле
Из 11 бывших послов США в Израиле девять критически отнеслись к изменению политики Трампа. Огден Рид, который служил послом в Израиле с 1959 по 1961 год, был одним из исключений, сказав: «Я думаю, это правильное решение». Эдвард С. Уокер-младший, занимавший этот пост с 1997 по 1999 год, также поддержал признание Иерусалима столицей Израиля: «На самом деле вопрос в том, какие линии, границы должны быть проведены вокруг Государства Израиль и окончательного Государства Палестина». Дэниел Куртцер в своём выступлении отметил международную изоляцию Америки, а Ричард Джонс выразил обеспокоенность тем, что перенос посольства приведёт к дальнейшему насилию. Ряд бывших послов, таких как Мартин Индик заявил, что они открыты для признания Западного Иерусалима столицей Израиля при условии, что Израиль согласится замедлить строительство поселений и признает Восточный Иерусалим столицей Палестины.

#### Американские христианские организации
Американские христианские организации разделились: Национальный совет церквей (NCC), представляющий 38 различных конфессий, опубликовал заявление, в котором говорилось, что изменение политики, вероятно, усугубит региональный конфликт и будет стоить жизней, в то время как Liberty Counsel, правая евангелическая организация, поддержала это решение. Этот шаг был поддержан многими консервативными американскими евангелическими организациями и лидерами, включая американских христианских лидеров за Израиль Джерри Фалуэлла и Майка Хакаби. Джонни Мур, один из евангелических советников Трампа, сказал, что это объявление выполнило предвыборное обещание, данное евангельской группе избирателей Трампа. Это также приветствовал раввин Йехиэль Экштейн, основатель Международного братства христиан и евреев.

#### Американские еврейские организации
Большинство известных американских еврейских организаций приветствовали этот шаг, включая Конференцию президентов крупнейших американских еврейских организаций, в которую входит 51 национальная еврейская организация, а также ряд организаций-членов: AIPAC, Еврейские федерации Северной Америки, Американский еврейский конгресс, Американский еврейский комитет, Хадасса, Союз ортодоксальных еврейских конгрегаций Америки и Национальный совет молодого Израиля. Отделения Консервативного движения в США, Израиле и по всему миру также приветствовали признание США Иерусалима столицей Израиля. Ортодоксальный союз, крупнейшая зонтичная организация США, представляющая ортодоксальных евреев, поблагодарила Трампа за «начало процесса переноса посольства США в Иерусалим».
Антидиффамационная лига заявила, что признание было «важным и давно назревшим», продолжая выражать поддержку решению о двух государствах. AIPAC выразила свою поддержку «неделимому Иерусалиму», но также заявила, что перенос американского посольства в Иерусалим не «предрешит исход израильско-палестинского мирного процесса». Мортон Кляйн, возглавляющий сионистскую организацию Америки, заявил, что Трамп «наконец-то осознал очевидное». Центр Симона Визенталя заявил, что заявление Трампа «исправит историческую ошибку». Это заявление также приветствовала Республиканская еврейская коалиция.
Реформистское еврейское движение назвало это «несвоевременным» и заявило, что это «усугубит конфликт», но также заявило, что «Иерусалим является вечной столицей еврейского народа и Государства Израиль» и что они «разделяют убеждение президента в том, что посольство США должно в нужное время, будет перенесён из Тель-Авива в Иерусалим». Еврейский демократический совет Америки аналогичным образом выразил поддержку Иерусалиму как неделимой столице Израиля, но раскритиковал Трампа за пренебрежение «значимой поддержкой мира между палестинцами и израильтянами». Левая ближневосточная политическая группа J Street заявила, что выбор времени был «преждевременным и вызывающим разногласия». Джей Стрит, фонд «Новый Израиль» и прогрессивная сионистская организация «Ameinu» выразили обеспокоенность тем, что этот шаг подорвет мирные усилия на Ближнем Востоке и может привести к насилию.

#### Другие американские группы
В декабре 2017 года более 130 учёных-иудаистов со всей Северной Америки раскритиковали решение администрации Трампа, призвав правительство США предпринять действия по деэскалации напряжённости и «прояснить законную заинтересованность палестинцев в будущем Иерусалима». По данным газеты «Гаарец», многие из этих учёных критиковали администрацию Трампа и нынешнее израильское правительство.
Гражданские правозащитные группы американских мусульман отвергли изменение политики, в том числе Совет по американо-исламским отношениям (CAIR) и Мусульманский совет по связям с общественностью (MPAC). 5 декабря мусульманские, межконфессиональные и правозащитные организации провели акцию протеста у Белого дома.

## Ответы Израиля и Палестины

### Израиль

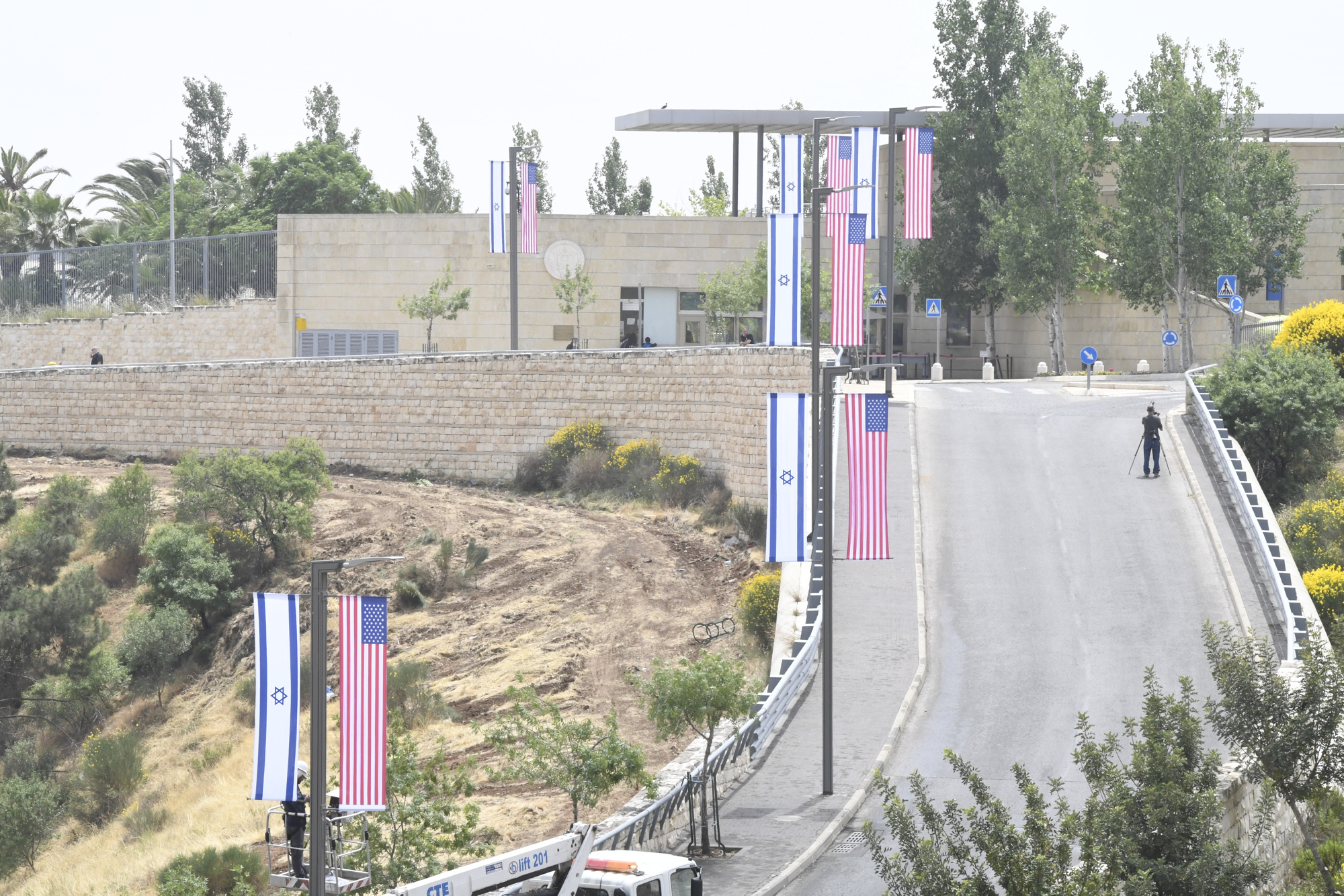
Иерусалим, 7 мая 2018 года

6 декабря, вскоре после заявления Трампа, премьер-министр Израиля Биньямин Нетаньяху назвал это заявление «исторической вехой» и высоко оценил решение как «мужественное и справедливое». Во время своего выступления Нетаньяху заявил, что «нет мира, который не включал бы Иерусалим в качестве столицы Государства Израиль», добавив, что Иерусалим «был столицей Израиля почти 70 лет». Позже он сказал, что слышал осуждение по поводу этого заявления, но «не слышал никакого осуждения за ракетный обстрел Израиля, который произошёл, и ужасное подстрекательство против нас».
Это заявление было хорошо воспринято депутатами Кнессета от левых, правых и центристских партий, включая «Еш атид», «Баит Йехуди», «Исраэль бейтену» и «Ликуд». Ицхак Герцог назвал это «актом исторической справедливости», но также добавил, что следующим шагом должна стать «реализация видения двух государств». Напротив, Бецалель Смотрич из религиозной сионистской партии «Байит Иегуди» выступил со следующим заявлением: «В течение 30 лет мы падали в яму палестинского государства как реалистичного решения. Пришло время все переосмыслить». Ави Габай, лидер Сионистского союза, также поддержал заявление Трампа, заявив, что признание Иерусалима столицей Израиля важнее мирного соглашения.
Заместитель министра образования Израиля Меир Поруш из иудейской партии «Объединённый иудаизм Торы» заявил, что строительство в «частях Иудеи, Самарии и Иерусалима, которые нуждаются в жильё, было бы лучше, чем заявление, которое ничего не значит». Исраэль Эйхлер, также из UTJ, выразил схожие взгляды, заявив, что он «предпочёл бы иметь 1000 домов для молодых пар в Иерусалиме, чем одно здание американского посольства». Напротив, левая партия «Мерец» заявила, что признание Иерусалима должно произойти только с созданием палестинского государства со столицей в Восточном Иерусалиме, добавив, что заявление Трампа «де-факто предаёт сионистское видение и ценности, на которых было создано Государство Израиль».
Ханин Зуаби и Айман Оде, оба члены партии «Объединённый список», заявили, что США больше не могут выступать в качестве мирного посредника. Оде заявил, что «Трамп — пироманьяк и своим безумием подожжёт весь регион».

### Палестинская автономия и ХАМАС
Палестинские официальные лица заявили, что это заявление лишает Соединенные Штаты права участвовать в мирных переговорах. Премьер-министр Палестины Рами Хамдалла заявил, что изменение политики «разрушает мирный процесс». Президент Палестины Махмуд Аббас выступил с речью, в которой заявил, что это решение означает, что Соединённые Штаты «отказываются от своей роли мирного посредника». Министр иностранных дел Палестины Рияд аль-Малики аналогичным образом заявил, что Соединённые Штаты больше не могут выступать в качестве посредника в мирном процессе, поскольку они стали стороной в споре. Аднан аль-Хусейни обратился к организации исламского сотрудничества с просьбой признать Иерусалим столицей Палестины.
ХАМАС призвал к новой интифаде, но реакция палестинцев внутри Иерусалима была относительно сдержанной. Акции протеста прошли в Восточном Иерусалиме, на Западном берегу и в секторе Газа. Палестинцы сожгли портреты и чучела Дональда Трампа и разорвали фотографии Салмана ибн Абдул-Азиза и Мухаммеда ибн Салмана в знак протеста против переезда посольства. По оценкам израильских военных, 3000 человек на Западном берегу и 4500 в секторе Газа приняли участие в акциях протеста 8 декабря 2017 года.
Объявление об Иерусалиме вдохновило активиста Ахмеда Абу Артему написать в Facebook, в котором он предложил основные направления протестов «Великого марша возвращения». В конце марта 2018 года многочисленные лагеря палестинцев провели акцию протеста вдоль линии разграничения сектора Газа в рамках этих усилий, требуя права палестинских беженцев и их потомков вернуться в свои бывшие дома в Израиле и прекращения блокады сектора Газа, а также отказа от признания Иерусалима как столица Израиля. Открытие посольства США в Иерусалиме 14 мая совпало с серьёзной эскалацией протестов, в результате чего в тот день погибли 64 протестующих.

### Христианские церкви, расположенные в Иерусалиме
6 декабря 2017 года предстоятель Греческой православной церкви Иерусалима Патриарх Феофил III, широко известный как самая высокопоставленная христианская фигура в Иерусалиме, и двенадцать других церковных лидеров на Святой земле направили Трампу письмо с предупреждением, что его шаг “приведёт к росту ненависти, конфликтов, насилие и страдания в Иерусалиме и на Святой земле уводят нас всё дальше от цели единства и всё глубже к разрушительному разделению”. Помимо Феофила III, письмо подписали главы Иерусалимского Сирийского, Армянского, Эфиопского и Коптского православных патриархатов, а также апостольский администратор Римско-Католической церкви в Иерусалиме (Латинский патриархат Иерусалима). Его также подписали орден францисканцев, греко-мелькитско-католический патриархат, марониты, Епископальная церковь, Армянская католическая и Сирийская католическая церкви и евангелическо-лютеране.

## Международный ответ
Решение Трампа по Иерусалиму было широко осуждено мировыми лидерами. Европейские союзники США, которые возражали, включают Великобританию, Германию, Италию и Францию. Румыния, с другой стороны, отказалась следовать позиции ЕС и также указала, что может перенести своё посольство в Иерусалим.
Папа Франциск также призвал все страны сохранять приверженность «уважению статус-кво» города. Китай призвал к осторожности в отношении потенциальной эскалации напряжённости на Ближнем Востоке.

### Организация Объединённых Наций

#### Предварительное объявление
Незадолго до заявления Трампа, в ноябре 2017 года, Генеральная Ассамблея Организации Объединённых Наций проголосовала по резолюции в Иерусалиме 151 голосами против 6 при 9 воздержавшихся. В резолюции говорилось, что «любые действия Израиля, оккупирующей державы, по навязыванию своих законов, юрисдикции и администрации Священному городу Иерусалиму являются незаконными и, следовательно, недействительными. В нём далее подчёркивалась необходимость того, чтобы стороны воздерживались от провокационных действий, особенно в областях, имеющих религиозное и культурное значение, и содержался призыв к уважению исторического статус-кво в святых местах Иерусалима». Это было частью шести резолюций по Палестине и Ближнему Востоку.

#### Совет Безопасности
Голосование Совета Безопасности Организации Объединённых Наций 7 декабря по осуждению решения Трампа провалилось из-за вето Соединённых Штатов, несмотря на поддержку остальных четырнадцати членов Совета. О созыве экстренного совещания просили Боливия, Великобритания, Египет, Франция, Италия, Сенегал, Швеция и Уругвай. Посол США Никки Хейли назвала Организацию Объединённых Наций «одним из главных мировых центров враждебности по отношению к Израилю». Великобритания, Франция, Швеция, Италия и Япония были в числе стран, которые раскритиковали решение Трампа на экстренном заседании. 18 декабря Соединённые Штаты наложили вето на резолюцию Совета Безопасности, призывающую к отмене признания, при счёте 14:1.

#### Генеральная Ассамблея
21 декабря 2017 года Генеральная Ассамблея проголосовала за резолюцию ES-10/L.22 128 голосами против 9 при 35 воздержавшихся и 21 отсутствующем, осуждающую заявление США о статусе Иерусалима как столицы Израиля и предписывающую другим государствам воздерживаться от создания дипломатических представительств в Иерусалиме. Никто из союзников Соединённых Штатов по НАТО не выступил против резолюции, за неё проголосовали 25 из 29.

### Европа

#### Европейский союз
Верховный представитель Европейского союза по внешней политике Федерика Могерини подчеркнула, что все правительства государств-членов ЕС едины в вопросе Иерусалима, и подтвердила свою приверженность созданию Палестинского государства со столицей в Восточном Иерусалиме. Могерини заявила, что посольства не следует переносить в Иерусалим, пока оспаривается окончательный статус города. Она также отметила, что аннексия Израилем Восточного Иерусалима рассматривалась как нарушение международного права в соответствии с резолюцией Совета Безопасности Организации Объединённых Наций 1980 года. 11 декабря Могерини заявила, что европейские страны не будут переносить свои посольства в Иерусалим.
Однако страны ЕС — Австрия, Румыния, Венгрия и Чехия, проигнорировали официальную позицию ЕС и приняли участие в официальном приёме по случаю открытия посольства США в Иерусалиме. Кроме того, на открытии также присутствовали европейские страны, не входящие в ЕС: Албания, Македония, Сербия и Украина.

#### Европейские политические партии
Признание Трампом Иерусалима действительно получило некоторую европейскую поддержку со стороны антиисламских политиков. Президент Чехии Милош Земан назвал европейский ответ «трусливым». Герт Вилдерс, лидер голландской антиисламской партии «Партия свободы», заявил, что «все свободолюбивые страны должны перенести свои посольства в Иерусалим», и подтвердил свою поддержку неделимого Иерусалима. Хайнц-Кристиан Штрахе, лидер Австрийской партии свободы, аналогичным образом заявил о своём желании перенести посольство Австрии в Иерусалим.

### Арабский и мусульманский мир
Король Саудовской Аравии Салман заявил, что перенос американского посольства в Иерусалим был бы «вопиющей провокацией» для мусульман. Саудовская Аравия и президент Египта Абдул-Фаттах ас-Сиси выразили схожую обеспокоенность по поводу жизнеспособности мирного процесса. Правительство Иордании заявило, что Трамп нарушил международное право и устав ООН. Президент Турции Реджеп Тайип Эрдоган назвал Израиль «террористическим государством».
10 декабря Лига арабских государств провела экстренное заседание в Каире. После встречи генеральный секретарь Лиги Ахмед Абу-ль-Гейт выступил с заявлением, в котором заявил, что изменение политики США «противоречит международному праву и равносильно легализации» израильской оккупации. Гейт также поставил под сомнение приверженность США мирному процессу.
Иран заявил, что заявление США является нарушением международных резолюций и может спровоцировать «новую интифаду». Президент Ливана Мишель Аун заявил, что изменение политики сорвёт мирный процесс. Министр иностранных дел Катара Мохаммед Абдулрахман Аль Тани назвал это «смертным приговором для всех, кто стремится к миру». Президент Индонезии Джоко Видодо осудил это решение и попросил США «пересмотреть это решение». Премьер-министр Малайзии Наджиб Разак поступил аналогичным образом, заявив, что «мы решительно выступаем против любого признания Иерусалима столицей Израиля на все времена».
13 декабря 2017 года во время встречи организации исламского сотрудничества, состоявшейся в Стамбуле, более 50 стран с мусульманским большинством отвергли и осудили решение Трампа, приняв Стамбульскую декларацию о свободе Аль-Кудса («Иерусалим» по-арабски) и призвав к всемирному признанию «независимого палестинского государства с Восточным Иерусалимом в качестве оккупированной столицы». Президент Палестины Махмуд Аббас заявил на саммите, что Соединённые Штаты больше не подходят для участия в ближневосточном мирном процессе из-за своей предвзятости и не могут быть приняты в качестве «честного переговорщика». Хотя саммит не привёл к каким-либо конкретным санкциям против Израиля или Соединённых Штатов, New York Times назвала декларацию «самым решительным ответом» на решение Трампа. Организация исламского сотрудничества призывает своих членов присоединиться к бойкоту Израиля Лиги арабских государств.
Папа Римский Феодор II из Коптской православной церкви Александрии отменил встречу с вице-президентом США Майком Пенсом в знак протеста против американского решения. Коптская церковь выступила с заявлением о том, что решение Трампа «не приняло во внимание чувства миллионов арабских людей».

#### Джихадистские движения
Джихадистские движения со всего мира откликнулись призывами к вооружённой борьбе: «Аль-Каида» в Северной Африке опубликовала заявление, в котором призвала всех боевиков сделать освобождение Палестины своей главной целью. Кашмирская группировка «Ансар Газват-уль-Хинд» призвала мусульман всего мира атаковать посольства США и Израиля, а также нанести ущерб финансовым интересам обеих стран. Египетское движение «Хасм» призвало к восстанию. «Аль-Каида» на Аравийском полуострове призвала мусульман поддержать палестинцев деньгами и оружием. Движение «Талибан» в Афганистане назвало действия США «антимусульманским фанатизмом». Базирующаяся в Сомали группировка «Аш-Шабаб» призвала мусульман ответить оружием.
Лидеры движения «Талибан» и шиитских экстремистов также выразили своё несогласие. 8 декабря ИГИЛ опубликовало ответ, который в основном был посвящён критике других джихадистских группировок и арабских лидеров. Они обвиняли соперничающие группировки в политизации конфликта в угоду личным интересам и выступали за поражение арабских соседей Израиля, которые, по словам ИГИЛ, «окружают [Израиль] так же, как браслет окружает запястье, защищая евреев от ударов моджахедов».

### Китай
Китай исторически поддерживал независимое палестинское государство со столицей в Восточном Иерусалиме и заявил, что эта позиция остаётся неизменной после заявления Трампа. После этого заявления китайские государственные СМИ выпустили в эфир продолжительные передачи, в которых подчёркивалось несогласие палестинцев с этим решением и отсутствие поддержки этого шага среди европейских союзников Америки. В китайских новостных сообщениях также подчёркивался риск «нестабильности и неопределённости» на Ближнем Востоке. Некоторые аналитики утверждают, что перенос посольства может подтолкнуть Израиль к уступкам палестинцам на переговорах об окончательном статусе. После этого объявления посольство Китая предупредило путешественников о всё более сложных и напряжённых условиях безопасности в Израиле.

### Другое
После заявления Трампа Википедия последовала его примеру, указав Иерусалим столицей Израиля, и это событие было указано в разделе «В новостях». Это изменение вызвало споры между редакторами. По состоянию на декабрь 2017 года в английской и еврейской википедиях говорилось, что Иерусалим является столицей Израиля, в то время как в арабской статье говорилось, что Израиль претендует на него как на свою столицу, но он расположен в оккупированной Палестине.
После этого заявления правая сионистская организация Бейтар призвала к международному признанию Храмовой горы, Наблуса и Хеврона.
24 декабря президент Гватемалы Джимми Моралес заявил, что его страна перенесёт свое посольство в Иерусалим. Посольство Гватемалы было перенесено 16 мая, через два дня после переезда американского посольства. Президент Боливии Эво Моралес раскритиковал решение США и обвинил Гватемалу в том, что она насмехается над международным сообществом и игнорирует резолюции ООН, перенеся своё посольство в Иерусалим. Он также утверждал, что «некоторые правительства продают своё достоинство империи» за то, чтобы не потерять крохи USAID.
Правительства нескольких стран непосредственно отреагировали на открытие посольства Соединённых Штатов в Иерусалиме 14 мая 2018 года. Япония и Малайзия были среди тех, кто выразил обеспокоенность тем, что переезд может привести к эскалации напряжённости, в то время как Россия и Венесуэла добавили, что этот шаг противоречит существующим международным соглашениям.
15 декабря 2018 года Австралия признала Западный Иерусалим столицей Израиля, прежде чем вновь отозвать его 17 октября 2022 года.

## Демонстрации и насилие
Протесты прошли во многих местах по всему миру в выходные дни 16 и 17 декабря. Толпы людей в Соединённых Штатах, Пакистане, Нидерландах, Германии, Ливане, Иордании, Австралии, Черногории, Иране, Марокко, Польше, Соединённом Королевстве, Греции и Индонезии собрались, чтобы выразить протест против этого решения.

### Израиль и Палестина

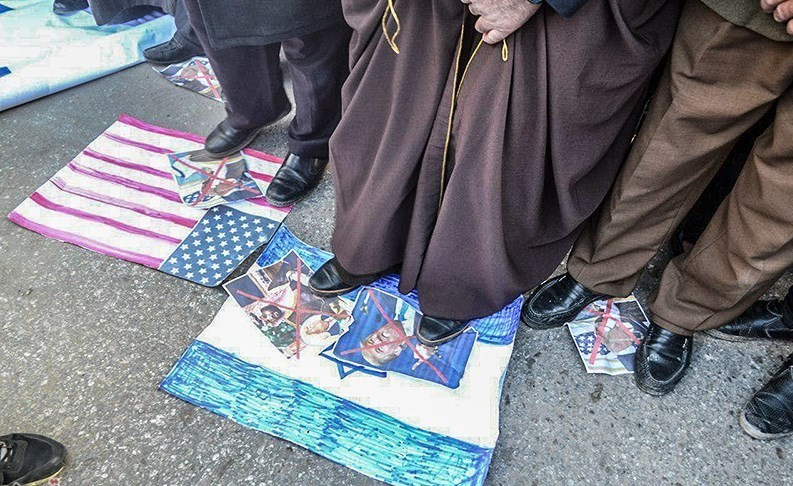
Протест в Газе, 9 декабря 2017 года

В Вифлееме религиозные лидеры на три дня выключили огни рождественской ёлки перед церковью Рождества Христова в знак протеста против заявления Трампа. Назарет свернул рождественские празднования, отменив в знак протеста пение и танцевальные выступления.
Демонстрации прошли по всему Западному берегу и сектору Газа. По состоянию на 18 декабря 2017 года в столкновениях были убиты девять палестинцев. Двое протестующих были застрелены во время беспорядков на границе с Газой 8 декабря. 14-летний палестинский мальчик получил серьёзные травмы после попадания резиновой пули во время акции протеста.
Два члена ХАМАС были убиты в результате израильских авиаударов 9 декабря по объектам ХАМАС в ответ на ракетный обстрел из Газы. Министерство здравоохранения Газы сообщило, что 15 человек получили ранения в результате удара, нанесённого по военному объекту.
10 декабря палестинец нанёс ножевое ранение израильскому охраннику возле центрального автобусного вокзала Иерусалима. 11 декабря Силы обороны Израиля сообщили, что по Израилю из сектора Газа были выпущены две ракеты. 12 декабря два боевика движения «Палестинский исламский джихад» были убиты в результате взрыва, первоначально заявленного как удар беспилотника, однако Армия обороны Израиля опровергла это, а в более позднем заявлении «Исламского джихада» утверждалось, что это был несчастный случай.
Рано утром 14 декабря израильские военно-воздушные силы нанесли удары по трем объектам ХАМАС в ответ на ракеты, выпущенные из Газы несколькими часами ранее в предыдущий день: одна ракета упала на открытое поле регионального совета Эшколь, две были сбиты, а одна упала внутри школы в Бейт-Хануне в Газе, повредив классную комнату. По словам представителя палестинской службы безопасности, объектам ХАМАС, по которым нанесли удар израильские военные, был нанесён серьёзный ущерб, а некоторым близлежащим домам были нанесены лёгкие повреждения, несмотря на сообщения о лёгких ранениях.
14 декабря, после того как Израиль закрыл свой пограничный переход с Газой, десятки тысяч палестинцев и боевиков приняли участие в митинге ХАМАС в Газе. Армия обороны Израиля заявила, что контрольно-пропускной пункт Керем-Шалом и контрольно-пропускной пункт Эрез будут закрыты на неопределённый срок «в соответствии с оценками безопасности».
По данным Министерства здравоохранения Палестины, 15 декабря в ходе ожесточённых столкновений были убиты четверо палестинцев, в том числе протестующий-инвалид в Газе, и ещё двое на Западном берегу, включая нападавшего, который нанес ножевое ранение сотруднику израильской пограничной полиции. По данным министерства, в результате столкновений около 400 человек получили ранения.
По данным Министерства здравоохранения Палестины, два палестинца были убиты и 120 ранены в столкновениях 22 декабря. Армия обороны Израиля опубликовала заявление, в котором говорилось, что 2000 протестующих вступили в столкновение с войсками у пограничного забора Газы, бросая в военнослужащих камни, а также горящие шины.
Палестинский ракетный обстрел из Газы в декабре 2017 года стал самой интенсивной серией ракетных обстрелов Израиля со времён операции «Нерушимая скала». По состоянию на 1 января 2018 года палестинские боевики из Газы выпустили по Израилю по меньшей мере 18 ракет. По словам премьер-министра Израиля Нетаньяху, ЦАХАЛ в ответ нанёс удары по 40 объектам ХАМАС. По словам начальника штаба ЦАХАЛА Гади Айзенкота, в декабре 2017 года было выпущено 20 ракет.
Большинство ракет, выпущенных из Газы, не упали на израильской территории, но некоторые упали вблизи жилых районов, таких как Сдерот и Ашкелон. В ответ Израиль нанёс воздушные налёты на военные объекты ХАМАСА в Газе, и, по данным «Гаарец», ХАМАС ответил арестом и, вероятно, пытками боевиков-салафитов в секторе Газа, чтобы предотвратить дальнейшие ракетные обстрелы.
Два палестинца были убиты 11 января в столкновениях с израильскими войсками, по одному в Газе и на Западном берегу. Израильские военные заявили, что участники беспорядков подвергли опасности их силы в Газе. В других случаях говорилось, что войска открыли огонь по главному зачинщику после того, как на него напали с камнями, хотя официальный представитель ПА Гассан Даглас, однако, утверждал, что это было неспровоцированное нападение. С момента заявления Трампа число погибших достигло 16 палестинцев и одного израильтянина.

### Мусульманский мир

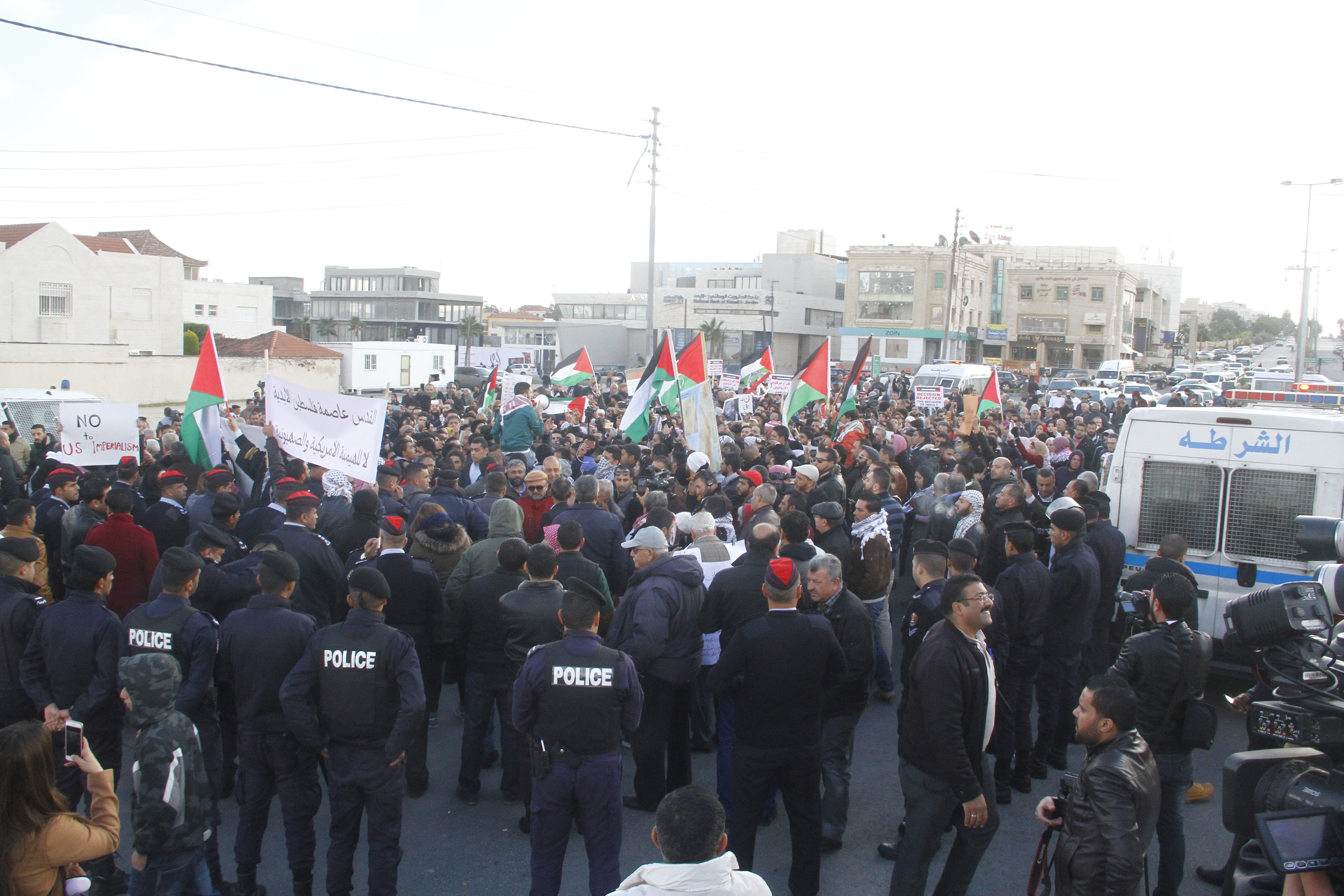
Сидячая забастовка перед посольством США в Аммане, Иордания, 7 декабря 2017 года

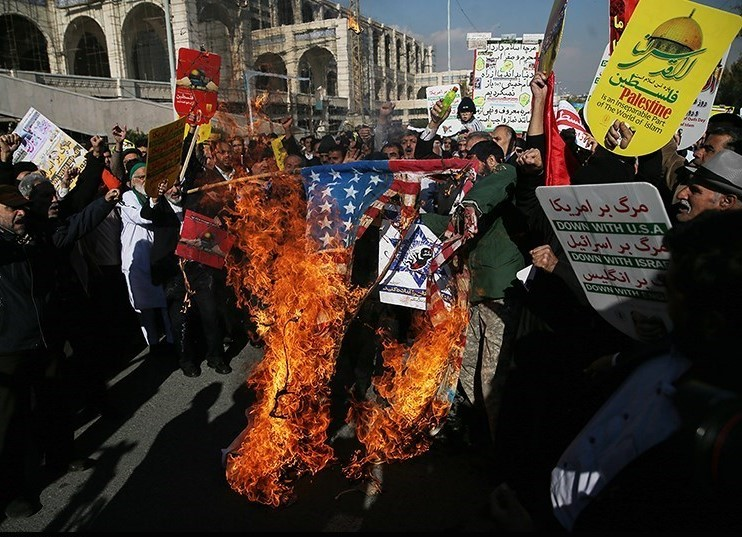
Акция протеста в Тегеране, Иран, 13 декабря 2017 года

После этого заявления демонстрации прошли в Иране, Иордании, Тунисе, Сомали, Йемене, Малайзии и Индонезии. Демонстрации и столкновения продолжились 10 декабря. Демонстранты, швырявшие камни и бутылки, вступили в столкновение с ливанскими силами безопасности, применившими слезоточивый газ и водомёты, у здания американского посольства недалеко от столицы Ливана Бейрута.
Сотни людей провели демонстрацию у посольства США в Аммане, требуя его закрытия и высылки временного поверенного в делах США из Иордании. Тысячи людей провели демонстрацию у здания американского посольства в столице Индонезии Джакарте. 10 декабря десятки тысяч человек вышли на акцию протеста в столице Марокко Рабате.
11 декабря Сайед Хасан Насралла, лидер ливанской «Хезболлы», заявил, что организация вновь сосредоточит свое внимание на Израиле и палестинском вопросе. Он призвал арабские государства отказаться от мирного процесса и призвал к новому палестинскому восстанию. В тот же день тысячи сторонников «Хезболлы» провели демонстрацию в Бейруте, скандируя «Смерть Америке! Смерть Израилю!», размахивая флагами Палестины и «Хезболлы».
Тысячи сторонников «Хезболлы» на митинге в Бейруте провели демонстрацию и скандировали «Смерть Америке!» и «Смерть Израилю!» Несколько сотен иранских консерваторов сплотились против решения США в Тегеране, исполнив музыку с добавлением таких текстов, как «США — убийца», «Палестинские матери теряют своих детей» и «Смерть Америке».
По оценкам, 80 000 человек вышли на демонстрацию против этого решения в Джакарте 17 декабря, на 10-й день непрерывных протестов в Индонезии. Мусульманские священнослужители призвали к бойкоту американских товаров. Анвар Аббас, ведущий мусульманский священнослужитель Индонезийского совета улемов, зачитал петицию, призывающую к бойкоту.
27 декабря иранское правительство стало первой мусульманской страной, принявшей законопроект о признании Иерусалима столицей Палестины.

### Соединённые Штаты Америки

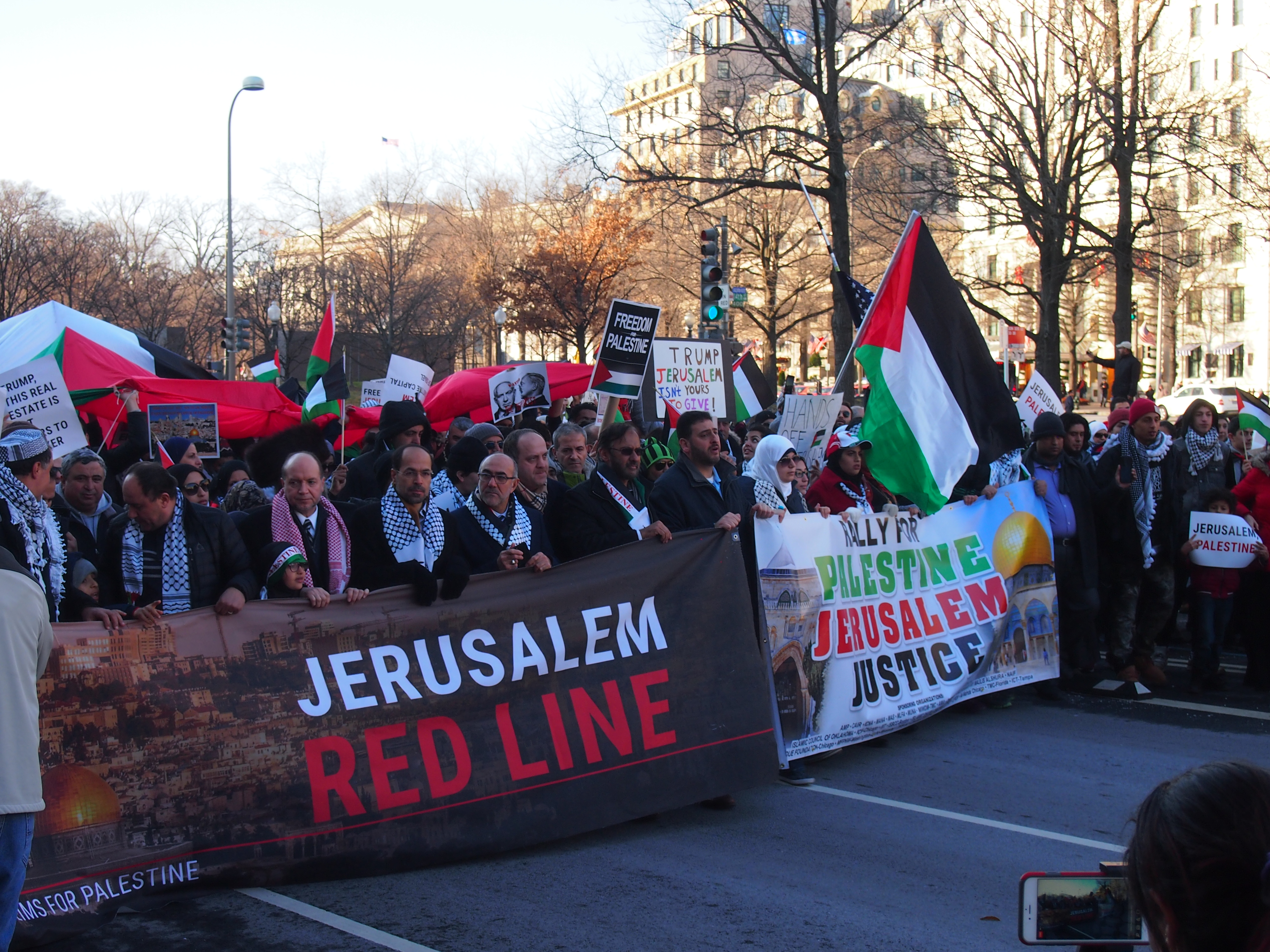
Демонстрация в Вашингтоне, Округ Колумбия, Соединённые Штаты, 16 декабря 2017 года

Сотни мусульман приняли участие в пятничной молитве перед Белым домом в ответ на призывы американских мусульманских организаций. Они были одеты в палестинскую кеффию или цвета палестинского флага, а протестующие держали плакаты, осуждающие израильское присутствие в Восточном Иерусалиме и на Западном берегу.
Сотни пропалестинских протестующих, собравшихся на тротуаре Седьмой авеню, провели акции протеста против этого решения на Таймс-сквер. Поблизости также собралось несколько произраильских контр-протестующих. Сообщалось о некоторых толчках, когда две стороны столкнулись в разных точках. Один человек был задержан полицией.
Бывший морской пехотинец, который публиковал в Facebook посты, восхваляющие ИГИЛ, был арестован за вдохновленный ИГИЛ террористический заговор на пирсе 39 в Сан-Франциско на Рождество. Он назвал решение Трампа одной из причин заговора.

### Европа
Протестующие собрались у здания посольства США в Гааге 8 декабря и скандировали антиизраильские и пропалестинские лозунги. Протестующие опубликовали совместное заявление для прессы, в котором назвали решение Трампа «противоречащим политическим, дипломатическим и моральным ценностям». Они также утверждали, что неудивительно, что Трамп, который был «известен своей исламофобией, ксенофобией, расистскими и популистскими высказываниями и маргинализацией», принял такое решение.

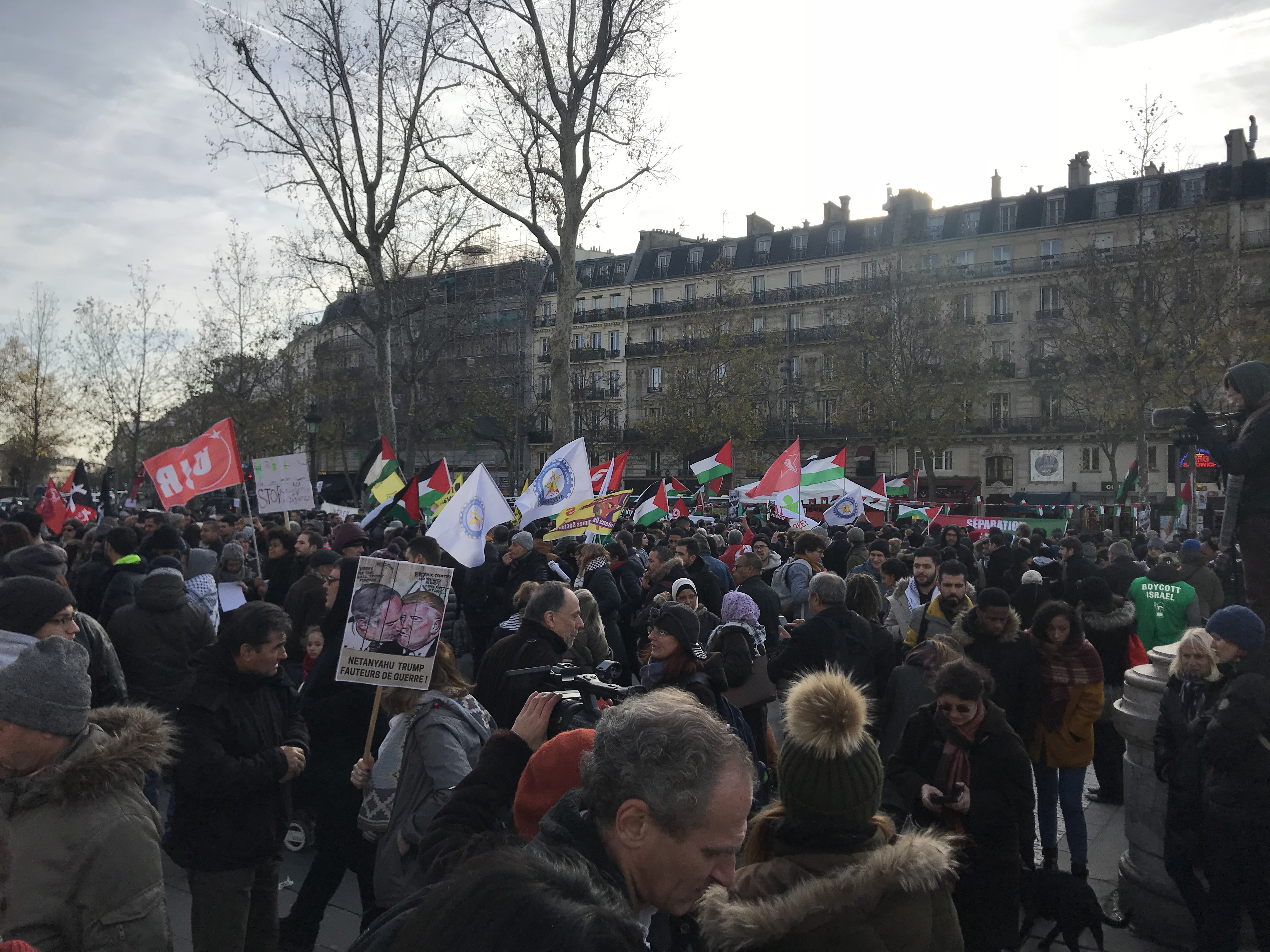
Акция протеста в Париже, Франция, 9 декабря 2017 года

Более тысячи антиизраильских и антиамериканских демонстрантов протестовали у Бранденбургских ворот в Берлине, рядом с посольством США. 10 декабря около 2500 демонстрантов прошли маршем по берлинскому району Нойкёльн и сожгли флаги со Звездой Давида. Одиннадцать человек были задержаны и привлечены к ответственности за уголовные преступления. Сожжение израильской символики было осуждено немецкими лидерами.
В тот же день тысячи людей протестовали у здания посольства США в Лондоне, причем организаторы утверждали, что протестующих было 3000, и выкрикивали пропалестинские лозунги. Протесты также прошли в городах Манчестер, Бристоль, Бирмингем, Ноттингем, Дублин, Белфаст и Дерри.
Во время акции протеста в Стокгольме 8 декабря был подожжён израильский флаг. Во время марша протеста в Мальмё Шведское радио сообщило, что демонстранты кричали: «Мы объявили интифаду из Мальме. Мы хотим вернуть нашу свободу, и мы будем расстреливать евреев».
9 декабря дюжина мужчин забросали синагогу Гётеборга бутылками с зажигательной смесью. Сообщений о пострадавших не поступало, и те, кто находился внутри здания, спрятались в подвале. Инцидент произошел после пропалестинской акции протеста. Позже в связи с нападением были арестованы три человека. Премьер-министр Стефан Лёвен и другие высокопоставленные политики осудили это нападение. 11 декабря часовня на еврейском кладбище в Мальмё стала объектом попытки поджога. Антисемитские скандирования, в том числе «Смерть Израилю» и «Убейте евреев», также были слышны во время протестов в Берлине, Гетеборге и Вене.

### Другие страны
По словам министра обороны Габона Этьена Кабинды Макаги, двое датских журналистов телеканала National Geographic были ранены в Либревиле 16 декабря исламистом с ножом в руках и криками «Аллах Акбар». Нападавший, который был арестован, сообщил полиции, что он совершал нападение из мести Соединённым Штатам за признание Иерусалима столицей Израиля.

## Переезд посольства в Иерусалим

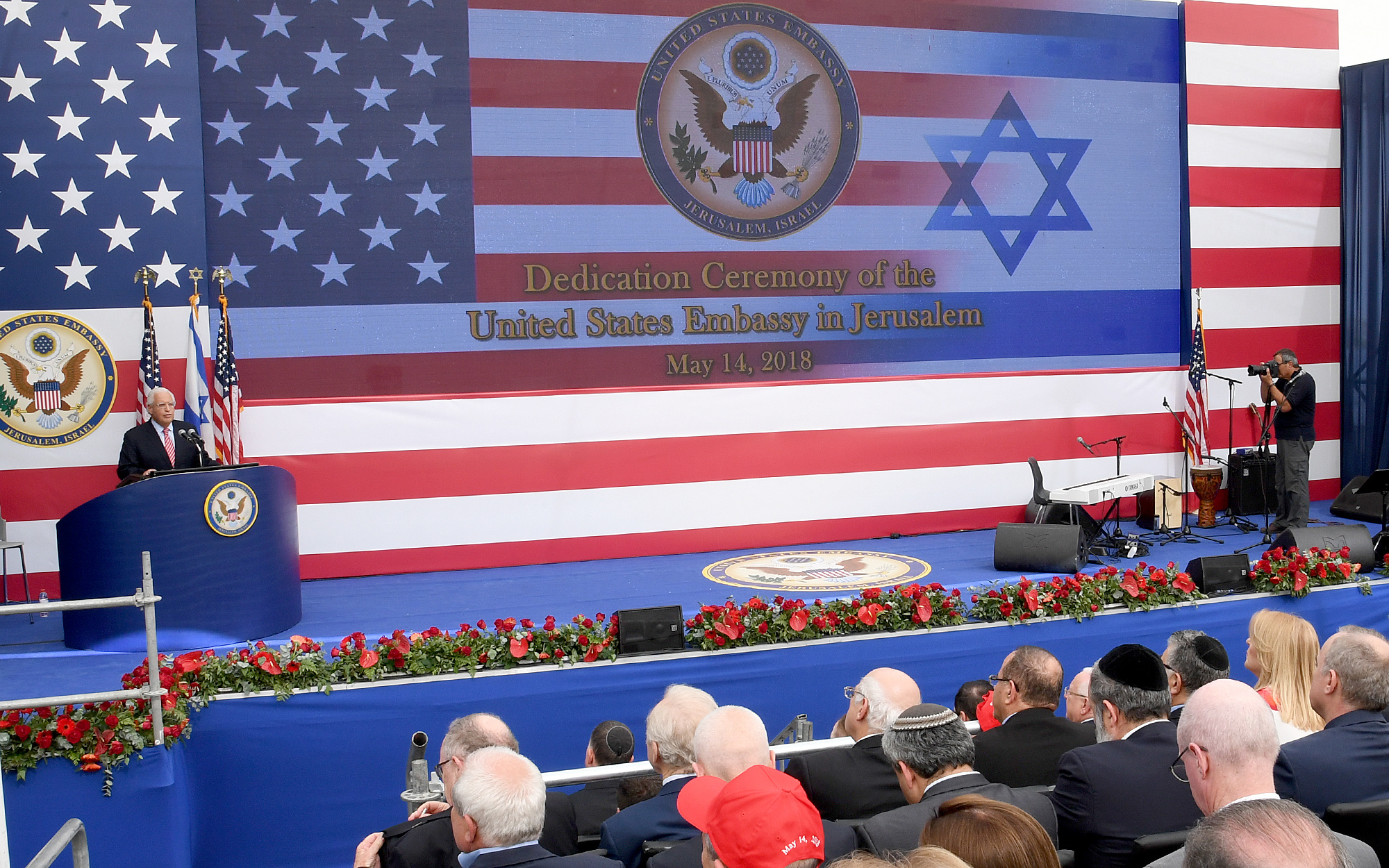
Церемония посвящения в Иерусалиме, Израиль, 14 мая 2018 года

В феврале 2018 года правительство США сообщило, что оно откроет своё посольство в здании комплекса консульства США в южном районе Иерусалима Арнона в мае того же года, тем самым отодвинув план президента Дональда Трампа по этому поводу примерно на год. Переезд был запланирован к празднованию 70-й годовщины создания Государства Израиль.
В состав делегации США, присутствовавшей на церемонии открытия посольства 14 мая 2018 года, входили официальные лица администрации Трампа Стивен Мнучин, Иванка Трамп и Джаред Кушнер, а также Роберт Джеффресс и Джон Хаги.
Конгрессмены от обеих партий высоко оценили этот шаг; лидер демократического меньшинства в Сенате Чак Шумер заявил, что этот шаг «давно назрел». Сенаторы-республиканцы Линдси Грэм и Тед Круз отправились в Иерусалим, чтобы присутствовать на открытии посольства США. Переселение произошло во время эскалации протестов на границе с Газой и вызвало международное осуждение.
В период с 1844 по 2019 год Соединённые Штаты также содержали отдельное генеральное консульство, которое позже было аккредитовано для палестинских жителей в Иерусалиме, на Западном берегу и в секторе Газа. В середине октября 2018 года госсекретарь Соединённых Штатов Майк Помпео объявил, что Генеральное консульство будет объединено с новым посольством США в Иерусалиме. 4 марта 2019 года Генеральное консульство было официально объединено с посольством, положив конец практике США назначать отдельные дипломатические миссии Израилю и палестинцам. Бывшее здание Генерального консульства на Агрон-стрит будет преобразовано в отдел посольства по делам Палестины, который возьмёт на себя многие из своих прежних обязанностей, но теперь будет подчиняться посольству США. До сих пор бывшее Генеральное консульство подчинялось непосредственно Государственному департаменту Соединённых Штатов.